# Manilkara mayarensis
Manilkara mayarensis е вид растение от семейство Sapotaceae. Видът е застрашен от изчезване.

## Разпространение
Разпространен е в Куба.